# Phare de Måløy-Skarholmen
Le phare de Måløy-Skarholmen (en norvégien : Måløy-Skarholmen fyr) est un phare côtier dans la commune de Steigen, dans le comté de Nordland (Norvège). Il est géré par l'administration côtière norvégienne (en norvégien : Kystverket).
Il est classé patrimoine culturel par le Riksantikvaren depuis 1999.

## Histoire
Le phare a été érigé en 1922 sur le petit îlot de Måløyvær, à environ 25 kilomètres à l'ouest du village de Leinesfjord. Le phare marque l'entrée du haut Vestfjord, entre le continent et les îles Lofoten. Électrifié en 1951 le phare a été automatisé en 1979. La maison de trois logements pour gardiens a été en usage jusqu'en 1979.
La lumière brûle toute l'année, sauf entre le 2 mai et le 4 août de chaque année, lorsqu'elle est inutile en raison du jour polaire.

## Description
Le phare actuel est une tour conique en fonte de 34 mètres de haut, avec une galerie et une lanterne, centrée sur une maison de gardiens de trois étages en béton. La tour est rouge avec une bande blanche, la maison est blanche  et la lanterne est rouge. Son feu à occultations émet, à une hauteur focale de 42 mètres, un éclat (blanc, rouge et vert selon différents secteurs) toutes les huit secondes. Sa portée nominale est de 18 milles nautiques (environ 33 km) pour le feu blanc.
Identifiant : ARLHS : NOR-169 ; NF-7110 - Amirauté : L2626 - NGA : 10920.
|          |
| Le phare |

### Lien connexe
- Liste des phares de Norvège